# Джеймс Браун Скот
Джеймс Браун Скот (3 юни, 1866 г. - 25 юни 1943 г.) е виден американски адвокат и преподавател по международно право.

## Ранни години
Джеймс Браун Скот е роден в Кинкардин, Онтарио, Канада. Той започва своето образование в Харвард. Като възпитаник на Харвардския университет, той пътува из Европа получава образование от колежите в Берлин, Хайделберг и Париж. Прави вечатляваща кариера като преподавател по международно право. Той е създател на юридическото училище в Лос Анджелис, бил е декан на юридическия факултет на университета в Илинойс и професор в Колумбийския университет.
Неговата компетентност и високи нравствени качества му помагат за назначаването му за адвокат в Държавния департамент на САЩ. Той е и делегат на страната си на важни международни конференции, включително на Втората Хагска конференция за мир през 1907 и Парижката мирна конференция през 1919 година.
В продължение на няколко десетилетия той заема позицията на Генерален секретар на Фондация „Карнеги“ за международен мир.

## Членство в Института по международно право
През 1908 година е избран да участва като асоцииран член на Института по международно право, а през 1910 година става редовен член. Като член, той е бил призоваван на два пъти да представлява института. Това става на сесиите през 1927 година в Лозана и 1929 г. в Ню Йорк.
През 1931 година се основава едноименната награда Джеймс Браун Скот, на Института по международно право, която е създадена в името на „духа на признаване на Института и в чувство на искрена почит към паметта на майка си, Жанет Скот, която е имала постоянно влияние върху живота му“. През целия си живот той е връчвал наградата лично.
Джеймс Браун Скот почива през 1943 година, като завещава, в памет на майка си и сестра си, сума, чиято годишна лихва е ежегодната награда, носеща неговото име.